# لیناردو دوس سانتوس دی جسوس
لیناردو دوس سانتوس دی جسوس (به پرتغالی: Leandro dos Santos de Jesus) هافبک اهل برزیل است که در شهر سالوادور و در تاریخ ۲۶ فوریهٔ ۱۹۸۵ به دنیا آمده‌است.
لیناردو دوس سانتوس دی جسوس در تیم‌های فوتبال Santo André سابقهٔ حضور دارد.